# Dieter Acker
Dieter Acker (n. 3 noiembrie 1940, Sibiu, România – d. 27 mai 2006, München, Germania) a fost un compozitor german originar din România.

## Biografie
Studiază pianul, orga, teoria muzicii cu Franz Xaver Dressler, apoi urmează cursurile „Academiei de Muzică Gheorghe Dima” din Cluj la clasa de compoziție a lui Sigismund Toduță.
În 1969 se folosește de ocazia primei ieșiri din România pentru a rămâne cu soția în Germania (unde i se permisese să participe la cursurile de vară din Darmstadt), iar din 1972 devine profesor de compoziție la „Hochschule für Musik” din München. În 1985 a fost profesor invitat la Academia de muzică din Beijing, China.
La 2 decembrie 2000 Academia de Muzică Gheorghe Dima i-a acordat titlul de doctor honoris causa.

## Compoziții
Creația sa cuprinde lucrări simfonice, concertante, camerale, corale, unele dintre ele fiind distinse cu premii de compoziție:
- „Primăvara pragheză” (1969)
- „Johann Stamitz” (1970, 1980)
- „Lions International Düsseldorf” (1971)
- „Henriette Reine”, Academia de arte frumoase din Paris